# Hrabstwo Bong
Hrabstwo Bong – jedno z piętnastu hrabstw Liberii, z siedzibą władz w mieście Gbarnga.
Według spisu ludności z 2008 roku liczy sobie 328 919 mieszkańców.

## Dystrykty
Hrabstwo dzieli się na dwanaście dystryktów: 
- Dystrykt Boinsen
- Dystrykt Fuamah
- Dystrykt Jorquelleh
- Dystrykt Kokoyah
- Dystrykt Kpaai
- Dystrykt Panta-Kpa
- Dystrykt Salala
- Dystrykt Sanayea
- Dystrykt Suakoko
- Dystrykt Tukpahbllee
- Dystrykt Yeallequelleh
- Dystrykt Zota